# Episodi di Unlockdown (seconda stagione)
La seconda stagione di Unlockdown è stata trasmessa in anteprima su Dea Kids il 15 aprile 2022 ed è partita regolarmente il 22 aprile 2022 
| nº | Titolo                              | Prima visione  |
| -- | ----------------------------------- | -------------- |
| 1  | Un-lake-down                        | 15 aprile 2022 |
| 2  | Dentro o fuori                      | 15 aprile 2022 |
| 3  | Ravenskin                           | 15 aprile 2022 |
| 4  | Il segreto di Teddy Lasagña         | 29 aprile 2022 |
| 5  | L'abat-jour                         | 29 aprile 2022 |
| 6  | La prova del nonno                  | 29 aprile 2022 |
| 7  | Indovina chi viene a casa           | 6 maggio 2022  |
| 8  | Digital Detox                       | 6 maggio 2022  |
| 9  | L'ora di Lara                       | 6 maggio 2022  |
| 10 | Noci e zucca                        | 13 maggio 2022 |
| 11 | Incubo di una notte di mezza estate | 13 maggio 2022 |
| 12 | Fago                                | 13 maggio 2022 |
| 13 | King Sam                            | 20 maggio 2022 |
| 14 | Trixie Armada                       | 20 maggio 2022 |
| 15 | Una giornata indimenticabile        | 20 maggio 2022 |